# Crematogaster obnigra
Crematogaster obnigra är en myrart som beskrevs av Mann 1919. Crematogaster obnigra ingår i släktet Crematogaster och familjen myror. Inga underarter finns listade i Catalogue of Life.